# Digestivo
Digestivo é uma bebida que estimula a produção de sucos gástricos e favorece a digestão.
Os digestivos podem ser alcoólicos, como alguns licores, ou não-alcoólicos, como as infusões.